# Priboj (miasto Leskovac)
Priboj (cyr. Прибој) – wieś w Serbii, w okręgu jablanickim, w mieście Leskovac. W 2011 roku liczyła 548 mieszkańców.